# Dirophanes foveolatus
Dirophanes foveolatus är en stekelart som först beskrevs av Perkins 1953.  Dirophanes foveolatus ingår i släktet Dirophanes och familjen brokparasitsteklar. Inga underarter finns listade i Catalogue of Life.